# Vindbøjtel
En vindbøjtel er et udtryk, der bruges om en person der enten er opblæst eller skifter mening som vinden blæser.
Betydningen "opblæst" kommer af den tyske betydning af ordets rod (Windbeutel), som er en taske eller pung fyldt med luft, oftest brugt om bagværk af vandbakkelse. Betydningen "at skifte mening" kommer af ordets anden brug, nemlig "noget der bøjer af for vinden", og det bliver mere og mere anvendt.

## Ekstern henvisning
- Vindbøjtel — ODS

| Sprog | Spire Denne artikel om sprog er en spire som bør udbygges. Du er velkommen til at hjælpe Wikipedia ved at udvide den. |